# Indice glicemico
L’indice glicemico o IG (dall'inglese Glycemic index, abbreviato in GI) di un alimento indica la velocità con cui aumenta la glicemia in seguito all'assunzione di un quantitativo dell'alimento contenente 50 g di carboidrati: viene ottenuto misurando l'andamento della curva a campana dal momento dell'ingestione a due ore dopo. L'IG di un alimento equivale al rapporto fra la velocità di aumento della glicemia in seguito alla sua ingestione e la velocità misurata dopo l'ingestione della stessa quantità di glucosio (standard di riferimento, valore GI = 100) oppure, secondo una diversa e meno usata scala di valori (essendo il glucosio 1,37 volte più attivo), di pane bianco.

## Definizione

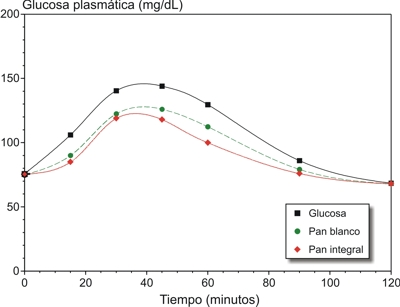
Grafico che raffigura l'aumentare degli zuccheri nel sangue dopo i pasti

L'indice glicemico (IG) è un sistema di classificazione che misura la velocità di digestione e assorbimento dei cibi contenenti carboidrati e il loro effetto sulla glicemia, cioè sui livelli di glucosio nel sangue. Un cibo con IG alto produce un grande picco di glucosio dopo il suo consumo. Al contrario, un alimento con un basso indice glicemico provoca un lento rilascio di glucosio nel sangue dopo il suo consumo.
Il concetto di indice glicemico fu introdotto nel 1981 da Jenkins et alia come un sistema per classificare gli alimenti contenenti carboidrati per il miglioramento del controllo glicemico nei pazienti diabetici. I soggetti coinvolti nello studio consumarono diversi alimenti in una quantità tale da apportare un totale di 50 grammi di carboidrati; i ricercatori monitorarono poi la risposta di glucosio nel sangue per le 2 ore successive all'assunzione. Questa risposta è stata poi confrontata con 50 grammi di carboidrati apportati da un alimento di riferimento, cioè glucosio o pane bianco. Jenkins et al. utilizzarono i risultati della ricerca per stabilire una tabella con 62 alimenti comuni sulla base della risposta glicemica, e così nacque l'indice glicemico. I punteggi dell' IG sono classificati come basso (inferiore a 55), medio (tra 56-69), o alto (maggiore di 70). Da allora, l'indice glicemico, successivamente in combinazione con il carico glicemico, è diventato un metodo per determinare quanto sano può essere un cibo. Nel corso degli anni, le tabelle dell'indice glicemico sono state aggiornate. Diversi fattori influenzano l'IG di un alimento, come la forma (liquida o solida), la quantità di fibra, o lo stato di presentazione (crudo o cotto). In generale, gli alimenti sottoposti a processi di lavorazione contenenti zuccheri raffinati (come cracker e sciroppi di mais) hanno un indice glicemico più alto. Va inoltre osservato che l'effetto dell'IG per qualsiasi cibo varia tra gli individui, quindi è importante testare i cibi individualmente per determinare i loro effetti.
Il solo indice glicemico degli alimenti non permette di capire che quantità di un alimento può essere consumata per raggiungere l'iperglicemia, poiché l'indice glicemico considera solo la velocità di assorbimento dei cibi glucidici, ma non la quantità o l'innalzamento della glicemia relativo ad una data porzione di glucidi. È vero che l'indice glicemico viene determinato dall'effetto sulla glicemia di un alimento contenente 50 grammi di carboidrati, quindi a parità di carboidrati, alimenti diversi determineranno un diverso picco glicemico. Spesso però si assiste ad una superficiale ed errata valutazione che vede solo l'alto indice glicemico come la causa dell'iperglicemia (alto indice glicemico=iperglicemia), quando in realtà ciò che deve essere considerato per prevenirla è essenzialmente il carico glicemico. I cibi ad alto indice glicemico non causano iperglicemia in termini assoluti, ma in base alla quantità in cui vengono assunti. Ne risulta che cibi ad indice glicemico basso e medio, in elevate quantità, possono comunque causare iperglicemia.
È quindi il carico glicemico che consente di stimare l'effettivo innalzamento dei livelli glicemici per una data porzione.. Inoltre, in tempi più recenti è emerso l'indice insulinico, che misura l'impatto di un cibo sull'insulinemia e non sulla glicemia, permettendo di valutare meglio la risposta degli alimenti. Da questi esperimenti si è visto che la produzione di insulina non è sempre proporzionale alla risposta glicemica, perché altri fattori sono in grado di stimolare una produzione o un aumento di secrezione dell'ormone. Proteine (o amminoacidi) e grassi, infatti causano un aumento della produzione di insulina nonostante allunghino i tempi di assimilazione dei carboidrati e riducano i livelli glicemici. Cibi proteici dal contenuto privo di carboidrati, e quindi ad indice glicemico equivalente a 0, come la carne o il pesce, riescono a stimolare significativamente l'insulina, nonostante non causino iperglicemia. Analogamente latte e derivati danno una risposta insulinemica molto alta nonostante l'indice glicemico molto basso.

## Scala dell'indice glicemico[7]
- Fino a 40 l'indice glicemico è considerato MOLTO BASSO.
- Da 41 a 55 l'indice glicemico è considerato BASSO.
- Da 56 a 69 l'indice glicemico è considerato MODERATO.
- Da 70 in su l'indice glicemico è considerato ALTO.

## La variabilità dell'indice glicemico
L'introduzione dell'indice glicemico è servita a dare un riferimento sul valore glicemico a tutti i cibi contenenti carboidrati, ma in molti casi questo valore è molto approssimativo. Non si è valutato infatti che i punteggi assegnati alla maggior parte degli alimenti sono sempre variabili, e spesso questa variabilità può essere anche molto marcata. Ad eccezione dei carboidrati puri (come glucosio, fruttosio, saccarosio, galattosio, lattosio ecc. che hanno un IG stabile), i cibi glucidici (che sono composti solo in parte da carboidrati) sono soggetti ad un'estrema variabilità in base a molteplici fattori che alterano il punteggio dell'indice glicemico:
- varietà dell'alimento: le diverse varietà di un frutto o un ortaggio hanno un diverso IG;
- grado di maturazione: maggiore è la maturazione di frutto, maggiore è l'IG;
- rapporto tra diversi carboidrati: il diverso rapporto tra glucidi contenuti in un alimento determina un diverso IG (come il rapporto glucosio/fruttosio per il miele, o il rapporto amilosio/amilopectina per l'amido);
- zona di coltivazione: la diversa provenienza e il diverso clima causano una variazione dell'IG;
- eventuale raffinazione[3][8]: i cibi glucidici raffinati, come i farinacei nel caso del grano o di altri cereali, hanno un IG più alto;
- contenuto degli altri macronutrienti[8]: il maggiore contenuto di grassi e di proteine determina un IG più ridotto, ma un indice insulinico (II) maggiore;
- contenuto in fibre[3][8]: il maggiore contenuto di fibre (specie solubili) determina un IG più ridotto;
- grado di idratazione: un cibo glucidico maggiormente idratato è più digeribile di uno secco (l'amido crudo è indigeribile);
- grado di masticazione:[9] un cibo masticato meno ha un IG inferiore allo stesso cibo masticato di più;
- eventuali tempi di cottura[10]: la cottura di un alimento amidaceo aumenta l'IG in maniera proporzionale;
- pasti precedenti e orari[11]: l'impatto glicemico di un pasto glucidico varia in base agli orari e alla composizione dei pasti precedenti.

Fatte queste premesse, si capisce che non è possibile stabilire con esattezza l'indice glicemico di un alimento glucidico, salvo alcune eccezioni. Anche il conseguente calcolo del carico glicemico di conseguenza non potrà rivelarsi esatto. I casi in cui un IG si presenta stabile e immutato possono essere:
- carboidrati puri la cui conformazione e il peso molecolare non subisce variazioni: glucosio, fruttosio, saccarosio, galattosio, lattosio hanno un IG stabile, ma l'amido puro ad esempio è escluso poiché la sua composizione è variabile (rapporto amilosio/amilopectina; idratazione; cottura; composizione del cibo; raffinazione);
- cibi confezionati: l'IG di un cibo confezionato prodotto da un determinato marchio può mantenere un IG più o meno stabile, sebbene anche questo possa essere soggetto ad una certa variabilità;

Il valore dell'indice glicemico degli alimenti si rivela in definitiva come una stima approssimativa, poiché nella maggior parte dei casi il loro valore non è stabile e può subire delle variazioni notevoli. Esistono però alimenti che sono soggetti ad una maggiore variabilità, come miele, banane, riso, patate, pane bianco, gelato; mentre altri dimostrano una tendenza a mantenere un valore non troppo variabile, come pere, mele, legumi. La ricerca ha inoltre mostrato che i valori del IG pubblicati presentano delle limitazioni, in quanto sovrastimano la risposta glicemica rispetto alle misurazioni dirette.

## L'effetto degli altri macronutrienti sul IG e sull'insulinemia
Un cibo glucidico che presenta al suo interno una maggiore quantità di grassi e proteine risulta a IG più basso, poiché la presenza di questi nutrienti rallenta e allunga i processi digestivi. Ne è un esempio il latte, che da intero ha un IG più basso di quello scremato. Alcuni studi trovarono ad esempio che il latte assunto assieme al riso si traduce in un valore dell'indice glicemico del riso significativamente più basso rispetto a quando lo stesso alimento viene assunto da solo, il che può essere significativo perché normalmente i cibi ricchi di carboidrati vengono accompagnati con altri alimenti. Mangiare cibi proteici assieme a cibi glucidici abbassa anche il valore del IG ad un grado che non può essere previsto semplicemente valutando la media dei diversi alimenti consumati, visto che la presenza di proteine rallenta anche l'assorbimento del glucosio nel intestino tenue. Grassi, proteine e fibre (specie quelle solubili) abbassano l'IG di un alimento, e di conseguenza anche il carico glicemico. Per questo motivo in ambito nutrizionale viene consigliata la combinazione degli altri macronutrienti con i carboidrati con l'intento di ridurre l'incremento dei livelli glicemici e quindi il picco insulinico. Tuttavia, emerge un dato che contrasta con questa considerazione, cioè che proteine e grassi aumentano la secrezione di insulina, specie se assunti assieme a carboidrati. Per la precisione, i cibi glucidici con un contenuto maggiore di proteine e grassi, o l'accostamento di cibi glucidici con grassi e proteine, sebbene causino un'assimilazione rallentata e più graduale dei glucidi, determinano una produzione di insulina sproporzionata rispetto al indice e carico glicemico della fonte glucidica. Allo stesso modo un pasto misto, contenente una fonte di carboidrati, mescolata ad una di proteine e grassi, aumenta l'insulinemia. Effettivamente la velocità di assorbimento dei glucidi (IG) non è affatto predittiva della conseguente risposta insulinica. Anche i cibi proteici, come la carne, il pesce, le uova e il latte, causano la secrezione di insulina. Alcuni di questi non contengono carboidrati, altri li contengono in quantità minime, ma l'insulinemia risulta maggiore della glicemia. Questi concetti sono ben rappresentati dall'indice insulinico e carico insulinico, ovvero parametri che stabiliscono direttamente l'incremento dell'insulinemia, e non della glicemia, in seguito all'ingestione di qualsiasi macronutriente, e non solo dei carboidrati. Nonostante si sia dato poco spazio a questi metodi di valutazione relativamente più recenti (l'indice insulinico ha iniziato ad essere utilizzato in alcuni studi soprattutto a partire dai primi anni novanta, mentre il carico insulinico solo negli ultimi anni), ciò serve meglio a comprendere l'effetto dell'insulina, la quale non interviene solamente in risposta ai carboidrati, e che incrementa in quantità notevoli in risposta a cibi puramente proteici (non necessariamente o non completamente a causa di un innalzamento della glicemia) e soprattutto ad un pasto misto. L'errore di valutazione è stato supportato dal fatto che l'attenzione si è concentrata solo sui valori della glicemia, senza riconoscere che l'insulinemia non è sempre strettamente proporzionale all'innalzamento degli zuccheri nel sangue.
Effettivamente l'impatto dei macronutrienti sull'insulinemia è, del 90-100% per i carboidrati, del 50% per le proteine e del 10% per i grassi, e ciò conferma che non sono solo i carboidrati ad incidere sulla produzione insulinica, ma anche proteine in maniera più moderata, e grassi in maniera molto blanda, cosa che l'indice glicemico non esamina. Quindi, a parità di carico glicemico dato da una stessa fonte glucidica, un pasto misto influisce su un'incrementata produzione di insulina, rispetto ad un carico glicemico identico se assunto da solo. La combinazione di un alimento o di un pasto influenzano in modo determinante la produzione dell'ormone.
Detto questo sarà utile fare un esempio:
Se si intende consumare un cibo a IG medio, combinato a un carico glicemico medio, si può optare per un piatto di spaghetti. Gli spaghetti hanno mediamente un IG di "57", ciò significa che il loro valore si colloca al limite tra IG basso e medio (tra 56 e 69 l'IG è considerato medio). Per ottenere un carico glicemico medio con un piatto di spaghetti, sarà possibile consumarne al massimo circa 40 grammi pesati secchi, visto che il calcolo del carico glicemico prevede di conoscere l'IG dell'alimento, e la percentuale di carboidrati di un alimento (in questo caso 75 %), che poi verranno calcolati. La quantità di consumo così moderata è data dall'altà densità di carboidrati, più che dall'indice glicemico. IG (57) x quantità di carboidrati (30 grammi su 40 di peso) / 100 = 17,1
Si può dire che 40 grammi di spaghetti secchi, in base al loro indice glicemico e al loro contenuto di carboidrati, possano essere una quantità limite per poter rimanere dentro il carico glicemico medio (sapendo che da 20 in poi il carico glicemico è per definizione alto). Quindi la conseguente produzione di insulina causata da un tale carico glicemico, in condizioni normali dovrebbe risultare in quantità moderate. Tutto questo stimando che la risposta glicemica sia proporzionale a quella insulinica.
Se però a questo piatto di spaghetti viene aggiunto un ragù (che contiene proteine e grassi), o del tonno, e dell'olio, sebbene l'assimilazione del pasto, e quindi anche dei carboidrati, venga rallentata, la conseguente produzione di insulina, e quindi il carico insulinico, non sarà più proporzionale a quella del carico glicemico degli spaghetti, ma verrà notevolmente incrementata a causa dell'accostamento di proteine e grassi. Tutto ciò considerando che anche l'indice glicemico di per sé potrebbe non rivelarsi predittivo della secrezione di insulina. Alcuni studi ad esempio han riscontrato che fonti di cereali integrali (come spaghetti integrali o crusca), pur presentando un indice glicemico simile o inferiore a fonti di cereali raffinate (spaghetti bianchi o cornflakes), incrementavano la risposta insulinica rispetto a questi ultimi a causa del loro maggiore contenuto proteico.

## Applicazioni pratiche: metodo di paragone tra fonti glucidiche
L'indice glicemico non permette di riconoscere se una data quantità di un alimento sia in grado di causare iperglicemia, né permette di riconoscere, a parità di peso tra due alimenti, quale dei due abbia un maggiore potere glicemizzante. Questo dato infatti può essere conosciuto solo col carico glicemico, che può essere calcolato solo conoscendo la percentuale di glucidi di un alimento, e quindi la quantità di glucidi in una determinata porzione.
Quando viene detto che il consumo di un cibo ad alto IG determina concentrazioni glicemiche ed insulinemiche superiori rispetto ad un cibo a basso indice glicemico, si sottintende dire che questo succede a parità di assunzione glucidica, non a parità di peso o a prescindere dalla quantità. L'indice glicemico infatti paragona il potere glicemizzante degli alimenti sulla base di una medesima quantità di carboidrati contenuti al loro interno (per definizione 50 grammi), non sul medesimo peso degli alimenti. Quindi deve essere presa in considerazione la percentuale di carboidrati contenuti all'interno di un cibo, poiché il loro potere glicemizzante è determinabile sulla base di una quantità identica di carboidrati, non una quantità identica di peso. Ad esempio:
- L'indice glicemico medio della patata bollita è 80, ma ha un contenuto di carboidrati attorno al 20 % del suo peso.
- L'indice glicemico del riso bianco è circa uguale a quello della patata bollita (attorno a 80), ma pesato secco, ha un contenuto di carboidrati dell'80%.
- L'indice glicemico dei fagioli è di circa 30, ed il loro contenuto di carboidrati sul peso secco e del 60 %.
- L'indice glicemico del glucosio è 100, ed essendo un carboidrato puro, ha un contenuto di glucidi del 100 %.

Quindi per paragonare il potere glicemizzante di questi quattro alimenti in base al loro indice glicemico, deve essere impiegata una quantità di questi, tale da fare in modo che il loro contenuto di carboidrati risulti tra loro identico. In questo caso possono essere presi come esempio 50 grammi di carboidrati:
- per ottenere 50 grammi di carboidrati dalle patate bollite si deve prendere in esame una quantità di 250 grammi.
- per ottenere 50 grammi di carboidrati dal riso bianco secco si deve prendere in esame una quantità di circa 60 grammi (sebbene l'IG sia stabilito in seguito alla cottura/idratazione).
- per ottenere 50 grammi di carboidrati dai fagioli secchi si deve prendere in esame una quantità di circa 80 grammi (sebbene l'IG sia stabilito in seguito alla cottura/idratazione).
- per ottenere una quantità di 50 grammi di carboidrati dal glucosio, si deve prendere in esame una quantità di 50 grammi.

250 grammi di patate bollite, 60 grammi di riso, 80 grammi di fagioli, e 50 grammi di glucosio, hanno circa lo stesso contenuto di carboidrati. Il potere glicemizzante di questi alimenti viene stabilito sulla base del consumo di medesime quantità di carboidrati contenuti nei vari alimenti, ma non sulla base del medesimo peso netto degli alimenti. Quindi in questo caso un fattore aggiuntivo per riconoscere l'IG è quello di valutare la percentuale di carboidrati contenuti al loro interno. Se tutto ciò non viene riconosciuto, ecco che si vanno ingenuamente a preferire cibi dal indice glicemico più basso, ma magari dall'alta densità di glucidi (pasta) e di fatto in quantità eccessive. Ma come abbiamo detto:
- 100 grammi di patate (alimento ad alto IG) hanno una bassa densità glucidica (20 %), quindi consumare una quantità del genere non ha particolari proprietà iperglicemizzanti sulla base del calcolo del carico glicemico.
- 100 grammi di fagioli secchi (alimento a basso IG una volta cotti) hanno una densità glucidica notevolmente maggiore (60 %), ma il consumo di una tale quantità comunque non ha particolari proprietà iperglicemizzanti sulla base del calcolo del carico glicemico.
- 100 grammi di spaghetti secchi (alimento a medio IG una volta cotti) hanno una densità glucidica ancora maggiore (75 %), ed il consumo di una tale quantità ha proprietà iperglicemizzanti sulla base del calcolo del carico glicemico.
- 100 grammi di riso secco (alimento ad alto IG una volta cotti) hanno una densità glucidica molto alta (80 %), ed il consumo di una tale quantità ha proprietà ancora più iperglicemizzanti sulla base del calcolo del carico glicemico.

## Il mito dei carboidrati complessi (o amidi)
Seguendo i consigli nutrizionali generali riguardo all'assunzione di glucidi, si tende a raccomandare un maggior consumo di cibi contenenti carboidrati complessi (si fa riferimento all'amido), e ridurre l'assunzione di carboidrati semplici (zuccheri). Questa considerazione generalista è basata sul fatto che l'amido, in quanto carboidrato complesso, risulterebbe "presumibilmente" a lenta assimilazione e ad indice glicemico più moderato per la sua struttura, che favorirebbe più lunghi processi digestivi. Sarebbe dunque consentita, se non incentivata, la scelta di alimenti dal modesto o alto contenuto di questo carboidrato, senza riconoscere che gli amidacei, in quanto tali, non hanno sempre un IG medio o basso, o che le abituali quantità di consumo in molti casi risultano comunque eccessive se relazionate alla scala di valori del carico glicemico basso o medio. L'osservazione che vede i carboidrati complessi assimilati lentamente e in grado di fornire energia più gradualmente e in tempi più lunghi, deriva dalla superata teoria scientifica sulla classificazione dei carboidrati diffusa prima della scoperta dell'indice glicemico da parte di David Jenkins et al. nel 1981. Il concetto dei carboidrati complessi può valere per un cibo con IG basso, ma tanti cibi amidacei non corrispondono a queste caratteristiche: al contrario, molti cibi amidacei hanno un IG molto elevato (pane bianco, riso, mais, farinacei raffinati), spesso superiore a quello dello zucchero comune (saccarosio). Altri hanno un IG moderato (pasta), ma comunque un'alta densità di glucidi, pertanto basterebbe un consumo relativamente basso di questi alimenti (40-50 g) per causare elevati valori glicemici. Quindi l'appartenenza di un carboidrato alla categoria dei complessi o dei semplici non è predittiva della velocità con cui la fonte glucidica innalza la glicemia (IG), né permissiva sulla quantità di consumo per controllare i livelli della glicemia e insulinemia (CG). Diverse evidenze scientifiche segnalano come non siano state rilevate differenze significative tra il consumo di diete isocaloriche ad alto apporto di carboidrati semplici o complessi sulla perdita di peso o di grasso, mentre sembra che i cibi amidacei integrali possano determinare una risposta insulinica maggiore rispetto a quella glicemica se comparati ai raffinati, per il loro più alto contenuto proteico (indice insulinico). In questo caso non si è valutato che l'amido (cioè il carboidrato complesso in oggetto):
- è un polimero del glucosio (una macromolecola formata da tante catene di glucosio) in buona parte dei casi altamente digeribile;
- che la struttura complessa non determina necessariamente un lento assorbimento;
- che molti cibi amidacei hanno un elevato IG (ad esempio molte qualità di riso, il mais, e il pane bianco hanno un IG alto per definizione);
- quindi che la presunta assimilazione graduale degli amidacei in realtà non si manifesta in tempi lunghi se quel cibo ha un medio-alto IG, perché appunto alto IG significa rapida assimilazione;
- che la maggiore permanenza nel tratto gastrico (2/3 ore circa) non significa una conseguente lenta assimilazione;
- che la cottura ne eleva l'indice glicemico in maniera proporzionale (fino ad arrivare, nei casi limite, al IG del glucosio stesso, o non distante);
- che la sua digeribilità può dipendere in parte dal grado di idratazione dell'alimento;
- che l'indice glicemico varia anche in base al rapporto amilosio/amilopectina (maggiore è la percentuale di amilosio, più basso in proporzione sarà l'IG);
- che i principali cibi amidacei hanno un'alta densità di questo carboidrato (tra il 60 e l'80 % sul secco);
- che un consumo di cibi contenenti questo carboidrato anche in quantità modeste il più delle volte sortisce un effetto iperglicemizzante in base al calcolo del carico glicemico, a causa della sua alta digeribilità, alta densità, ridotto potere saziante, ridotta presenza di altri macronutrienti e fibra.
- che un maggior contenuto proteico (come nei cibi integrali), o l'accostamento di una fonte proteica o lipidica all'amidaceo, incrementa la secrezione di insulina.

Quindi la raccomandazione che vede la prevalenza di cibi amidacei rispetto agli zuccheri può valere per cibi amidacei che hanno un IG medio-basso, e soprattutto se vengono consumati in quantità adeguate sulla base del calcolo di un carico glicemico medio-basso. E ancora, se vengono consumate senza l'accostamento di altre fonti insulinogeniche (protidi, lipidi). Mentre il consumo di cibi amidacei ad alto indice glicemico e alta densità glucidica, come una buona parte delle qualità di riso, pane bianco, mais, e altri cereali e derivati, equivale praticamente all'ingestione di una simile quantità di zuccheri semplici (poiché questi amidacei possono facilmente superare l'IG del saccarosio).
I fattori che causano un basso valore dell'indice glicemico degli amidacei sono:
- una rallentata velocità di svuotamento gastrico e/o una rallentata diffusione attraverso la muscosa intestinale. Queste proprietà sono favorite principalmente dalla presenza di fibra solubile e lipidi.
- limitare l'accessibilità dell'amido all'enzima alfa-amilasi mediante l'assunzione di legumi o di varietà di cereali ad alto contenuto di amilosio e/o non lavorati.

Studi su cereali mostrano che la conservazione della struttura del cibo durante la digestione sembra risultare un fattore più importante sul controllo del IG rispetto al grado di cristallinità dell'amido o la presenza di fibra solubile.

## La condanna dei carboidrati semplici (o zuccheri)
Le raccomandazioni e il senso comune vedono le più diffuse varietà di zuccheri (saccarosio e glucosio) come responsabili di una risposta glicemica superiore e più rapida rispetto a molte qualità di amidacei. Realmente quest'ultima classe di alimenti difficilmente raggiunge i valori del glucosio (IG 100), ma, come già accennato, spesso molti di questi assumono un valore simile o superiore al saccarosio (il cui IG viene riconosciuto tra 58 e 65), riuscendo a raggiungere valori anche superiori a 90. In richiamo al paragrafo Metodo di paragone tra fonti glucidiche, questi zuccheri semplici sono stati sempre oggetto di condanna rispetto agli amidi, senza riconoscere che il punteggio del IG viene stabilito e comparato alle altre fonti glucidiche tramite l'assunzione della stessa quantità di carboidrati (50 g). In questo senso viene ancora a mancare il principio di proporzione, che trova l'applicazione tramite il calcolo del carico glicemico:
- 5 grammi di glucosio (IG alto: 100) avranno un bassissimo impatto sulla glicemia (100 x 5 / 100 = CG basso: 5) e non potranno portare ad iperglicemia e iperinsulinemia nonostante siano assimilati molto rapidamente;
- 75 grammi di spaghetti (IG medio: 57) avranno un impatto molto alto sulla glicemia (57 x 75 / 100 = CG alto: 42), portando ad alti valori glicemici e insulinemici, nonostante siano assimilati più lentamente;

Bisogna sottolineare ancora una volta che, sebbene uno zucchero semplice come il glucosio determini livelli glicemici superiori rispetto ad un alimento a IG più basso, questo succede a parità di assunzione di glucidi in grammi, come prevede la stima dell'indice glicemico stesso. Mentre una porzione di glucosio molto bassa, determinerà comunque una risposta glicemica inferiore rispetto ad una porzione di un cibo amidaceo consumata in quantità molto maggiori. Dunque un consumo modesto e controllato di questi zuccheri tramite l'applicazione del carico glicemico, non può causare effetti iperglicemici. Si è inoltre teso a demonizzare tutta la classe degli zuccheri semplici (mono e disaccaridi), per la loro presunta azione iperglicemizzante, senza valutare che la maggior parte di questi hanno un IG molto inferiore (20 o 30) rispetto a molti cibi amidacei.
- la struttura semplice dei glucidi non determina di conseguenza un alto IG e quindi rapido assorbimento (ad esempio fruttosio[36], trealosio[37], isomaltulosio[38], galattosio[39], lattosio[36], pur essendo semplici hanno un basso IG, ed alcuni di questi non sono insulinogenici);
- la categoria di zuccheri semplici ad alto IG è piuttosto limitata: si parla essenzialmente di glucosio (100) e maltosio (105)[1]; mentre il saccarosio si colloca in genere all'interno di un punteggio medio (tra 58 e 65[34]).
- diversi carboidrati complessi (oligomeri e polimeri del glucosio come maltodestrine[40] e vari cibi amidacei[27][35]) dimostrano un IG maggiore rispetto a molti carboidrati semplici[36];
- quantità basse o moderate di zuccheri semplici ad alto indice glicemico (glucosio, saccarosio) o di cibi contenenti un'alta densità di questi zuccheri, comunque non possono portare ad iperglicemia e iperinsulinemia, come può confermare un semplice calcolo del carico glicemico.
- molto spesso le quantità di consumo di cibi amidacei, nelle adeguate proporzioni, possono causare un'iperglicemia maggiore di un cibo zuccherato, sempre valutando il calcolo del carico glicemico (un piatto di 100 g di pasta è di fatto iperglicemizzante al contrario di una bustina di zucchero da 5 g)
- molto spesso l'indice glicemico di molti cibi amidacei è analogo o superiore a quello del comune zucchero (l'IG del pane bianco può arrivare a valori attorno a 75[35] o superiori, quello del riso bianco[27] e dei fiocchi di mais[35] anche oltre 90, quando l'IG del saccarosio è stimabile tra 58 e 65)
- un inferiore, ridotto, o assente senso di sazietà causato dall'assunzione di una controllata quantità (basso CG) di zuccheri ad alto IG non si traduce di conseguenza nel manifestarsi di effetti negativi come iperglicemia, iperinsulinemia.

### Paragone tra zucchero e un comune amidaceo
Ricordiamo ancora una volta che lo zucchero pare demonizzato a prescindere dalla quantità di assunzione, mentre paradossalmente, ad un comune cibo amidaceo come il riso bianco, per il quale vige l'etichettatura fuorviante di carboidrato complesso, ben pochi mettono in guardia dalle proprietà altamente glicemizzanti e insulinogeniche, sia per quanto riguarda l'alto indice glicemico riscontrabile nella maggior parte delle qualità, sia per l'alta densità glucidica (80%), sia per il risultante alto carico glicemico, ottenibile anche solo con un consumo in quantità modeste:
- saccarosio: IG medio: 65; densità glucidica: 100%
- riso bianco: IG medio: 80; densità glucidica media: 80%

Da notare che l'indice glicemico medio del comune riso bianco supera abbondantemente il punteggio medio del saccarosio. Come punto a favore, il riso, non essendo un carboidrato puro, ha una densità glucidica inferiore sul peso secco, che viene ulteriormente ridotta con la cottura, e quindi l'idratazione. Tuttavia, con un consumo limitato di riso bianco - definibile come cibo glucidico ad alto IG - viene superata la soglia del carico glicemico medio (oltre 19) con appena 30 grammi sul peso secco:
- IG (80) x quantità di carboidrati (24 su 30 di peso) / 100 = CG 19,2

Per il saccarosio, che presenta una densità glucidica naturalmente maggiore, ma un indice glicemico mediamente inferiore, il carico glicemico alto (oltre 19) viene raggiunto con la stessa quantità del riso bianco, ovvero 30 grammi:
- IG (65) x quantità di carboidrati (30 su 30 di peso) / 100 = CG 19,5

Questo per dimostrare come l'etichetta di carboidrato complesso non riesca ad assumere un valore significativo nel contesto della generale valutazione qualitativa dei glucidi. Alcuni di questi dimostrano un indice glicemico più alto rispetto allo zucchero comune, e per il quale è necessario prestare una maggiore attenzione e controllo nel loro consumo. Da questo esempio si conclude che l'impatto glicemico dato da una quantità di riso bianco si rivela uguale a quella data da un'identica quantità di zucchero. Se si pensa che le quantità medie di consumo di riso bianco possono aggirarsi attorno ai 100 grammi (80% di carboidrati), ciò significa che una porzione da 100 grammi di questo alimento apporta 80 grammi di carboidrati, che hanno un impatto glicemico circa paragonabile a quello fornito da 100 grammi di saccarosio (o zucchero):
- 100 g riso bianco: IG (80) x quantità di carboidrati (80 su 100 di peso) / 100 = CG: 64
- 100 g saccarosio: IG (65) x quantità di carboidrati (100 su 100 di peso) / 100 = CG: 65
- 100 g di riso bianco (secco) = 100 g di saccarosio

Se ci si limitasse invece a paragonare l'effetto glicemizzante di questi due alimenti a parità di apporto di glucidi, il riso, presentando un IG maggiore, determinerebbe un maggiore carico glicemico rispetto al saccarosio:
- 80 g di carboidrati da riso bianco (100 g netti sul secco): CG 64
- 80 g di carboidrati da saccarosio (80 g netti): CG 52

## Altri fattori e controversie

### Differenze tra la determinazione del IG e la sua applicazione
Una prima possibile causa di fraintendimento può derivare dalla differenza tra la determinazione del valore del IG di un cibo in laboratorio e l'effettivo impatto di quello stesso cibo sulla glicemia. I valori dell'indice glicemico vengono stabiliti a stomaco vuoto dopo il digiuno notturno, utilizzando alimenti isolati. Questo non può essere riflesso della vita reale, dove la digestione e l'assorbimento di pasti precedenti, così come il contesto all'interno del quale i carboidrati vengono assunti, possono alterare drasticamente i valori del IG. L'IG degli alimenti potrebbe non essere applicato ai prodotti alimentari consumati successivamente durante la giornata, perché la risposta glicemica è fortemente influenzata dalla composizione del pasto precedente, in particolare quando i pasti vengono consumati entro un intervallo di poche ore. Infatti, è stato dimostrato che consumare cereali ad alto IG per colazione, ha suscitato più basse concentrazioni di glucosio nel sangue a pranzo che a colazione. Inoltre, la differenza tra la risposta glicemica indotta da cereali per la colazione (a basso e ad alto IG) a pranzo era ridotta rispetto a quella determinata a colazione.
Uno degli studi che conferma questo principio (Helena et al. 1999), ha messo in luce come la lenta digestione e assorbimento di cereali per la prima colazione a basso IG, migliori la tolleranza al glucosio nel pasto successivo, ovvero a pranzo. Un'altra ricerca (Brighenti et al. 2006) ha rivelato che alimenti a base di carboidrati fermentabili, indipendentemente dal loro indice glicemico, hanno il potenziale per regolare le risposte post-prandiali e migliorare la tolleranza al glucosio nel pasto successivo. E ancora Nilsson et al. mostrano che la tolleranza al glucosio può essere migliorata nell'arco di un'intera giornata con la scelta di determinati cereali integrali a basso IG. Una specifica miscela di carboidrati indigeribili sembra dimostrare che la tolleranza al glucosio migliori in un lungo arco di tempo (9,5 h), molto probabilmente mediata attraverso la fermentazione nel colon. In conclusione, i valori dell'indice glicemico vengono stabiliti in laboratorio in condizioni specifiche e standardizzate (prima mattina, stomaco vuoto, in dissociazione da altri cibi), pertanto l'assunzione di cibo durante la giornata porta ad alterare l'IG e l'impatto glicemico di un cibo assunto in fasi della giornata successive.

### L'importanza della quantità totale di carboidrati oltre a IG e CG
Come menzionato poco sopra, controllare solo l'indice e il carico glicemico può non essere l'unico accorgimento per controllare i livelli glicemici. Infatti il calcolo della quantità di carboidrati in grammi può avere una maggiore importanza indipendentemente da questi parametri. Molti professionisti della nutrizione preferiscono parlare di calcolo della quantità di carboidrati in grammi piuttosto che di indice e carico glicemico dei cibi, il che può avere una grande importanza in abbinamento all'utilizzo di questi parametri. La quantità di carboidrati ha un grande impatto sulla glicemia, e due alimenti con lo stesso contenuto di carboidrati sono, in generale, paragonabili nei loro effetti sui livelli di glucosio ematico, nonostante un'eventuale differenza nel loro IG e CG. In sintesi, evidenze scientifiche (Wolever e Bolognesi, 1996) rivelano che anche l'ammontare di carboidrati incide sulla risposta glicemica e insulinemica, e non solo l'indice e il carico glicemico. "Concludiamo che, per i singoli alimenti con diversi indici glicemici, la fonte e la quantità di carboidrati influenzano la glicemia postprandiale e la risposta insulinica dei soggetti non diabetici" (Wolever e Bolognesi, 1996). Pertanto, anche se ipoteticamente si selezionassero alimenti a basso indice glicemico, consumandone quantità tali da moderare il loro carico glicemico, ciò che potrebbe incidere in negativo in questo contesto è l'alto consumo di carboidrati giornalieri indipendentemente dal loro IG e CG.

### Incoerenza nella classificazione di carboidrati semplici e complessi
In tempi passati, soprattutto prima della nascita del IG, si credeva che la struttura molecolare dei carboidrati determinasse la loro qualità e la loro capacità di incidere sui marker della salute. I carboidrati semplici e i carboidrati complessi sono classificazioni comuni che indicano la struttura chimica dei carboidrati assunti. L'amido - contenuto soprattutto nei cereali e legumi - è la comune rappresentazione dei carboidrati complessi, mentre il saccarosio (lo zucchero da cucina) e il glucosio sono le più comuni forme di carboidrati semplici, detti zuccheri. Questa semplicista classificazione, rimasta in voga ai giorni nostri, trova dei notevoli conflitti con i principi dell'indice e carico glicemico. Come menzionato precedentemente, esistono molti carboidrati complessi a IG molto elevato, così come molti carboidrati semplici, o zuccheri, a IG molto basso. Ad ogni modo, la denominazione di "zuccheri" è rimasta spesso in cattiva luce, attribuendone la causa degli effetti avversi sulla salute diversamente dalle forme di carboidrati complessi. Ad oggi la ricerca ha ulteriormente smentito la validità di queste classificazioni come indicatori della qualità dei carboidrati. Paragonando gli effetti di carboidrati semplici e complessi, molte evidenze scientifiche non hanno trovato differenze significative nelle variazioni di peso.
In un importante studio condotto da Saris et al. (2000) vennero analizzati gli effetti di tre tipi di diete isocaloriche (dallo stesso apporto calorico) su 398 adulti moderatamente obesi: una dieta di controllo (equivalente alla dieta equilibrata media); una dieta a basso contenuto di grassi e alta in carboidrati semplici; e una dieta a basso contenuto di grassi e alta in carboidrati complessi. Entrambe le diete ad alto apporto di carboidrati ne contenevano la stessa quantità. Al termine dei 6 mesi di studio, non ci furono differenze significative nelle variazioni di peso, anche se il gruppo che consumava carboidrati complessi perse leggermente più grasso.
West e Looy (2001) compararono la risposta di individui sovrappeso a diete ipocaloriche dal differente contenuto di zuccheri semplici. I soggetti vennero divisi in due gruppi: uno consumava una dieta con il 5% di apporto di saccarosio, l'altro consumava una dieta con il 10% di saccarosio. Entrambe le diete apportavano le stesse calorie (600 kcal) e la stessa quantità di grassi (33%), e vennero seguite per 8 settimane. Al termine delle 8 settimane, i ricercatori notarono una simile perdita di peso tra le i 2 gruppi, concludendo che non ci fossero delle giustificazioni per escludere il saccarosio dalle diete per la perdita di peso.
Surwit et al. (1997) paragonarono l'effetto di diete isocaloriche (dallo stesso apporto calorico) di 1.504 kcal dal basso apporto di grassi, e ad alto apporto di carboidrati, distinte essenzialmente dalla presenza di saccarosio in diverse quantità (43% o 4%), su un programma per la perdita di peso di 6 settimane. Quarantadue donne vennero prese come oggetto dello studio, e distribuite all'interno dei due gruppi. Al termine del periodo di studio non vennero notate differenze significative nella perdita di peso e di grasso. I risultati suggerirono che una dieta ipercalorica ipolipidica ad alto apporto di saccarosio non ha effetti avversi sulla perdita di peso e su altri parametri.
Una recente meta-recensione in letteratura (Sievenpiper et al., 2012) in cui venne analizzato l'effetto del fruttosio sul peso corporeo concluse che sostituire il fruttosio con altri carboidrati nella stessa quantità calorica non causa un guadagno di peso.

### Ulteriori meccanismi determinanti l'IG
La definizione semplicistica di indice glicemico è "la capacità di un alimento di elevare gli zuccheri nel sangue", il che, quasi automaticamente, viene considerato in termini di ingresso del glucosio nel sangue. Detto in altre parole, i cibi a basso indice glicemico vengono generalmente assunti con l'idea che questi subiscano una lenta digestione, per tanto sarebbe il lento tasso di ingresso di glucosio nel sangue a causare il basso indice glicemico dell'alimento. Tuttavia, alcune ricerche hanno evidenziato ulteriori meccanismi che determinano il basso IG degli alimenti, indipendentemente dalla velocità di innalzamento dei livelli glicemici.
I ricercatori (Schenk et al., 2003) mostrarono chiaramente che anche il tasso di scomparsa del glucosio dalla circolazione sistemica - non solo del tasso di glucosio che accede alla circolazione - è un importante determinante del IG. Lo studio mostrò che l'indice glicemico più basso della crusca di cereali era dovuto ad un intervento più rapido dell'insulina con la funzione di liberare il glucosio dalla circolazione, ma non ad un ingresso del glucosio più lento nel circolo ematico una volta assunti. In altri termini, è stato visto che un IG più basso non è necessariamente dovuto ad un inferiore ingresso di glucosio nel sangue, ma potenzialmente anche da un'iperinsulinemia postprandiale più rapida e una scomparsa di glucosio dal sangue più rapida, i quali possono attenuare l'aumento della concentrazione di glucosio plasmatico.
Spesso si tende a dare per scontato che un IG basso significa una bassa risposta insulinica, ma lo studio esposto mette in discussione tale conclusione. Al contrario, è stato scoperto che il cibo a basso IG ha mostrato una risposta glicemica bassa, perché ha generato una maggiore risposta insulinica precoce (liberando glucosio nel sangue dal flusso sanguigno) in corrispondenza di 30 minuti (da 60 minuti, entrambi gli alimenti hanno mostrato livelli di insulina analoghi). Citando direttamente lo studio: "la crusca di cereali ha un IG basso perché un aumento dell'assorbimento tissutale di glucosio insulino-mediato più rapido attenua l'aumento della concentrazione di glucosio nel sangue, nonostante un tasso simile dell'entrata del glucosio nel sangue" (Schenk et al., 2003). Vale a dire che entrambi gli alimenti hanno rilasciato glucosio nel sangue a velocità simile, ma la crusca di cereali ha mostrato una captazione più rapida a causa di un picco di insulina iniziale più elevato, che ha abbassato la risposta glicemica generale. I ricercatori inoltre osservarono che la crusca di cereali conteneva più proteine rispetto ai fiocchi di mais, e questo è probabilmente ciò che ha causato la risposta insulinica superiore (e inferiore di glucosio nel sangue).

### L'individualità della risposta glicemica
Tralasciando molti altri fattori determinanti la variabilità del IG, la risposta glicemica dei cibi è determinata anche da fattori strettamente individuali. Diversi soggetti che assumono lo stesso alimento glucidico, nella stessa quantità e nella stessa condizione, presentano comunque risposte glicemiche significativamente differenti.
Uno studio trovò che anche lo stato di allenamento di un atleta era in grado di variare la risposta glicemica assumendo lo stesso cibo. Altri fattori quali il grado di masticazione di un alimento prima di deglutirlo, così come le variazioni individuali nella digestione e tasso di assorbimento, condizionano i valori glicemici. Un ulteriore dato in grado di screditare la validità dei valori dell'indice glicemico pubblicati è il fatto che solo da sei a dieci soggetti sono utilizzati durante i test. Un numero di campioni che qualsiasi statistica riconoscerebbe come troppo ridotto date le variazioni individuali per rappresentano la media delle risposte glicemiche ad un determinato alimento.

### Differenza tra dieta a basso IG e dieta ipoglucidica
La dieta composta prevalentemente da cibi a basso indice glicemico (low GI) potrebbe essere accomunata con una dieta a basso apporto di carboidrati (low carb). Sebbene una dieta low carb possa coincidere con una dieta low GI, nel senso che viene impostato un regime alimentare con un moderato consumo di carboidrati, gran parte dei quali a basso indice glicemico, non necessariamente questi due modelli alimentari coincidono. Questa controversia è data dal fatto che entrambi questi tipi di diete si pongono come fine quello di controllare i livelli di insulina, ormone responsabile dell'accumulo di grasso, la quale secrezione viene influenzata sia dall'apporto totale di carboidrati (controllato nella dieta low carb) che dal loro carico glicemico (presumibilmente controllato nella dieta low GI). Questo abbassamento dei livelli insulinici promuoverebbe di conseguenza un maggiore utilizzo di grasso come fonte di energia. Tuttavia, le diete a basso IG non limitano necessariamente i carboidrati, ma sono semplicemente molto selettive sulle fonti consumate, mentre le diete a basso apporto di carboidrati non necessariamente controllano l'indice e il carico glicemico. Non si esclude che una dieta possa prevedere il controllo di entrambi questi fattori.

### Differenze tra glicemia e insulinemia: indice insulinico e carico insulinico
Come accennato nella prima parte dell'articolo, esiste una certa confusione tra la glicemia (fattore controllato da IG e CG) e insulinemia, ovvero l'aumento dei livelli di insulina, ormone che interviene in risposta all'aumento della glicemia così come in risposta all'assunzione di altri nutrienti. Sebbene i carboidrati e i relativi valori del IG e CG possano essere strumenti utili a controllare i livelli di insulina, questi lo sono solo parzialmente con delle evidenti limitazioni, poiché altri nutrienti estranei ai carboidrati contribuiscono a stimolarne o aumentarne la secrezione. Pur avendo un IG molto basso (15-36), latte e yogurt hanno un alto indice insulinico (II) equivalente a quello del pane bianco (alto IG). Un altro alimento a basso indice glicemico come i fagioli al forno, hanno un indice insulinico molto alto (120). I formaggi, la carne di manzo e il pesce hanno un II paragonabile a molti cibi ricchi di carboidrati.
La coingestione di grassi con i carboidrati rallenta lo svuotamento gastrico e quindi il rilascio di glucosio nel sangue, riducendo infine l'IG. Tuttavia la risposta insulinica evocata da questa combinazione è determinato dal grado di saturazione del grasso. Ad esempio, Collier e altri hanno osservato che il burro assunto con le patate non solo non riesce ad abbassare l'insulinemia postprandiale, ma provoca in realtà una risposta insulinica sinergicamente aumentata, anche in soggetti sani. Gli alimenti che dovrebbero avere un punteggio del IG basso a causa del loro alto contenuto di grassi non sempre risultano tali, come ad esempio cibi fritti, biscotti, cornetti e ciambelle. Incidentalmente, questi alimenti hanno anche un elevato indice insulinico, presumibilmente a causa della saturazione dei lipidi contenuti all'interno.
Alcune ricerche non hanno osservato alcun aumento della risposta insulinica con l'aggiunta di 40 o 80 grammi di olio d'oliva, ma hanno assistito ad un aumento significativo con 50 e 100g di burro. Altri osservarono che, durante la coingestione di carboidrati con i grassi, l'aumento del grado di insaturazione dei grassi può risultare in una corrispondente riduzione della risposta insulinica. Più di recente è stato confrontato l'effetto della coingestione rispettiva di MUFA (monounsaturated fatty acid), PUFA (polyunsaturated fatty acid) e SFA (saturated fatty acids) con i carboidrati osservando che gli SFA avevano una superiore capacità di aumentare i livelli di insulina dopo i pasti
La coingestione di proteine con i carboidrati è spesso raccomandata per abbassare l'IG. Tuttavia, questo non si traduce necessariamente in una risposta insulinica più bassa. I carboidrati combinati con le proteine risultano notoriamente in un effetto sinergico sull'aumento della risposta insulinica. Tali risultati sono stati riconfermati anche dall'accostamento tra carboidrati e amminoacidi liberi. Le misture contenenti leucina, fenilalanina e arginina in forma libera, le bevande contenenti leucina, fenilalanina in forma libera, e proteine del grano idrolizzato, sortirono la maggiore risposta insulinica (rispettivamente del 101% e del 103% in più rispetto ad una soluzione di soli carboidrati). In tutti i casi in letteratura, l'accostamento di proteine o amminoacidi coi carboidrati sortiva una risposta insulinica significativamente maggiore rispetto a quella indotta dalla sola assunzione della stessa quantità di carboidrati.

### Indice glicemico e sazietà
Gli alimenti a basso indice glicemico sono stati spesso associati ad un maggiore potere saziante, ma la maggior parte di questi dati proviene da disegni sperimentali che analizzavano un singolo pasto. Gli studi a lungo termine sul IG e sazietà sono contrastanti, e non sempre controllati per l'assunzione di energia e densità di energia del pasto di prova. Nello studio più lungo sul IG e la sazietà, uno studio di 30 giorni sul consumo di cibo ad libitium, Chienes & Richter non osservarono alcuna differenza nella quantità di consumo. In questo studio metabolico, è stata osservata una minore resistenza all'insulina nel gruppo ad alto IG alla fine del periodo di studio. L'IG non corrisponde all'indice di sazietà (IS). Il riso bianco, il pane di grano, le patate hanno un alto indice glicemico, ma alcuni di questi riescono a ritardare l'insorgenza di fame. Infatti, Holt et al. stabilirono che le patate, pur essendo un alimento ad alto IG, erano di gran lunga l'alimento con il più alto IS tra tutti i cibi testati. Un'importante review di Raben del 2002 concludeva che in un totale di 31 studi a breve termine, gli alimenti a basso IG sono stati associati ad un maggiore senso di sazietà o riduzione della fame solo in 15 studi, mentre una riduzione della sazietà o alcuna differenza sono state osservate in altri 16 studi. Egli trovò inoltre che gli alimenti a basso IG riducevano l'assunzione di cibo ad libitum in 7 studi, ma non in 8 altri studi..

### Correlazione tra indice glicemico e dimagrimento e obesità
Dopo aver analizzato questi aspetti, è stato dedotto che un piano dietetico a basso indice glicemico possa facilitare la perdita di peso, ma questo effetto è stato ampiamente dibattuto all'interno del mondo scientifico. In realtà non c'è un consenso nel considerare i cibi a basso indice glicemico come migliori per essere introdotti in una dieta. I promotori dei cibi a basso indice glicemico sostengono che il loro consumo porti ad un incremento dell'utilizzo di grassi e ad una maggiore sazietà. Tuttavia, determinare il reale effetto del consumo di cibi a basso IG sulla perdita di peso è abbastanza complesso. Analizzando la letteratura scientifica, fattori come i dati anagrafici, lo stato di salute dei soggetti (diabetici, obesi, ecc), la durata delle ricerche, così come le differenze metodologiche, rendono difficile l'interpretazione dei risultati degli studi.
Molti studi non sono riusciti a trovare le differenze nell'indice di massa corporea (BMI) tra i soggetti che assumevano alimenti a basso indice glicemico come strumento per il mantenimento del peso. Possibilmente, perché l'IG non è legato alla densità energetica dei cibi, un fattore importante nella perdita nell'aumento di peso. Uno studio (Sloth et al., 2004) confrontò l'effetto di diverse diete dimagranti dallo stesso apporto energetico e dalla stessa distribuzione dei macronutrienti, ma un indice glicemico (e quindi del carico) differente, non trovando variazioni nella perdita di grasso tra i gruppi. Inoltre, il carico glicemico delle diete non ha influenzato l'appetito come misurato dalla fame percepita, la pienezza, il consenso e l'assunzione ad libitum di cibo. Anche i marcatori della salute non sono stati influenzati, tra cui la pressione arteriosa, la frequenza cardiaca, il metabolismo del glucosio e dell'insulina, di lipidi nel sangue. L'unico indicatore della salute dei partecipanti che differiva tra i due gruppi era una maggiore diminuzione del colesterolo LDL nel gruppo a basso carico glicemico.
Das et al. (2007), tramite una ricerca, cercarono di limitare alcuni di questi problemi metodologici. Nella loro ricerca, i soggetti sono stati assegnati ad un piano alimentare ad alto o basso IG con una restrizione calorica del 30% per promuovere la perdita di peso. Una volta stabilite le preferenze alimentari, i ricercatori istruirono i soggetti all'uso del IG e ai cibi correlati per i primi 6 mesi dello studio. Questo permise ai soggetti di imparare i principi alimentari a cui attenersi prima di seguire il piano da soli. Entrambi i gruppi persero peso dopo un anno, ma non ci fu alcuna differenza tra i gruppi. Altri studi suggeriscono che in un periodo di 12 settimane, non sono state notate delle differenze sulla sazietà, il consumo di cibo ad libitum, o la riduzione del peso corporeo in donne sovrappeso/obese dalla scelta di alimenti ad IG ridotto. Un'altra ricerca ha riscontrato che una dieta con consumo di cibi ad libitum a moderato carico glicemico, ha favorito una maggiore perdita di peso nei primi sei mesi, ma nessuna differenza dopo un anno. Questo potrebbe significare che consumare cibi a IG basso non è un fattore strettamente determinante nel favorire la perdita di peso sul lungo termine. Sulla base della mancanza di prove concrete, la posizione della American Dietetic Association (ADA) è che "la dieta a basso IG non dovrebbe essere consigliata per la perdita di peso". Una sintesi recente pubblicata da un workshop sulla risposta glicemica e sulla salute è d'accordo con questa considerazione, suggerendo che in questo momento ci sono poche prove a sostegno del ruolo di una dieta a basso indice glicemico nella perdita di peso. Inoltre, il documento riportò che il successo del consumo di cibi a basso IG ha più a che fare con l'alto contenuto di fibre che con l'indice glicemico di per sé. Indipendentemente dal IG, l'assunzione di fibre è stata associata ad una riduzione e al mantenimento del peso corporeo, nonché un'assunzione energetica inferiore. In uno studio randomizzato di alimentazione controllata di 12 settimane, venne testato l'effetto di IG e CG sulla perdita di peso. Al periodo di controllo seguì da una fase di 24 settimane in condizioni libere, in cui i soggetti vennero istruiti a continuare i loro rispettivi trattamenti dietetici al di fuori delle condizioni di laboratorio controllate. La manipolazione di GI e CG non è riuscita a compromettere entrambe le fasi sperimentali. Come risultato del processo di 36 settimane, i ricercatori conclusero: "In sintesi, abbassare il carico glicemico e l'indice glicemico delle diete per la riduzione del peso non fornisce alcun beneficio aggiuntivo sulla restrizione energetica nel promuovere la perdita di peso nei soggetti obesi" (Raatz et al., 2005).
Una review sistematica (Raben, 2002) sugli studi che confrontarono gli effetti di alimenti o delle diete ad alto e basso IG giunse alle seguenti conclusioni:
- In 20 studi a lungo termine (<6 mesi), la perdita di peso con una dieta a basso IG è stata osservata in soli 4 studi, e in una dieta ad alto GI in 2, mentre non è stata rilevata alcuna differenza tra diete ad alto e basso IG in 14 studi.
- una valutazione esaustiva di questi studi di intervento sull'uomo non rilevarono differenze significative nella perdita di peso media tra le diete a basso e ad alto IG.

In conclusione, le ricerche attuali non indicano che gli alimenti a basso IG siano superiori agli alimenti ad alto IG per il trattamento dell'obesità.

### Indice glicemico e sport
L'indice glicemico può essere uno strumento utile per gli sportivi al fine di poter scegliere il giusto tipo di carboidrato da assumere prima, durante e dopo l'esercizio. Selezionare alimenti ad alto o basso IG può effettivamente accelerare o rallentare la disponibilità di carboidrati. Alcuni studi suggeriscono che consumare zuccheri semplici subito prima dell'allenamento può ridurre la quantità di glicogeno utilizzata durante l'esercizio fisico, potenzialmente prolungando le prestazioni. Altri segnalano che il consumo di una fonte di carboidrati a basso indice glicemico nel periodo pre-esercizio risulta in un migliore mantenimento delle concentrazioni di glucosio nel sangue durante l'esercizio stesso, nonché un tasso più elevato di ossidazione di grassi compensato da un minore impiego delle riserve di glicogeno. La ricerca ha stabilito che la resistenza fisica possa migliorare quando i soggetti consumano un pasto a basso IG rispetto ad uno ad alto IG prima dell'esercizio intenso.
I cibi ad indice glicemico moderato e alto sono raccomandati durante e dopo l'esercizio fisico. Cibi con un IG più elevato sono facilmente consumati, digeriti e assorbiti dal corpo permettendo una rapida disponibilità energetica. Esempi di cibi ad alto indice glicemico comunemente utilizzati durante l'esercizio comprendono le bevande sportive, gel o barrette energetiche. Consumare uno spuntino ad alto indice glicemico entro 45 minuti dopo l'esercizio fisico eleva la concentrazione di glucosio nel plasma. La risintesi del glicogeno muscolare post-esercizio risulta un'alta priorità metabolica per i muscoli allenati, al fine di ricostituire le riserve di glicogeno esaurite.
Durante le prime 24 ore post-esercizio, quando l'attività enzimatica è al suo picco più alto, sembra che il consumo di cibi ad elevato indice glicemico (GI) come zuccheri semplici promuova livelli più elevati di risintesi di glicogeno rispetto ad alimenti a basso IG come gli amidi. Come è stato ampiamente riportato, gli elevati livelli glicemici indotti da un cibo glucidico stimolano la secrezione dell'ormone insulina. L'insulina nel post-esercizio contribuisce a promuovere il deposito di glicogeno. L'insulina aumenta anche la sintesi proteica aumentando assorbimento di aminoacidi dal muscolo, tuttavia questo effetto è dato dall'introduzione di proteine e amminoacidi, e non di soli carboidrati. Infine, l'insulina aumenta anche il flusso di sangue al muscolo, facilitando così la rimozione di sottoprodotti metabolici causati dall'esercizio (lattato e anidride carbonica). Alcuni studi suggeriscono inoltre che una dieta a basso indice glicemico possa migliorare il profilo lipidico, ridurre la massa grassa, e addirittura tendere ad aumentare la massa muscolare, fattori di grande importanza per i soggetti interessati all'aumento delle prestazioni e della muscolatura. Le linee guida generali descritte possono essere valide per la maggior parte, ma non per tutte, le persone che praticano sport. Esiste una grande differenza nelle risposte individuali nel modo in cui si digeriscono e si elaborano gli alimenti.
Anche nell'ambito sportivo non mancano però le controversie. Alcuni studi hanno rilevato che in realtà l'indice glicemico dei cibi assunti prima dell'esercizio non influenza la prestazione di endurance. L'indice glicemico non influisce neppure sui livelli di β-endorfine, lo sforzo percepito (Scala RPE), la frequenza cardiaca, la ventilazione, il lattato, il quoziente respiratorio, e il tasso di ossidazione dei substrati. Questi risultati sono stati confermati anche da altre ricerche, le quali hanno dimostrato che l'ingestione di carboidrati pre-allenamento, indipendentemente se ad alto o basso IG, non hanno effetto sull'utilizzo di glicogeno muscolare o sulla prestazione. Tali conclusioni risultano quindi in conflitto con altre evidenze scientifiche. Per quanto riguarda l'attività lipolitica (di ossidazione di grassi durante l'esercizio) spesso ricercata con l'allenamento aerobico, è stato dimostrato che l'assunzione di carboidrati nel pre-allenamento sopprime o riduce l'ossidazione di grassi a favore dell'ossidazione di carboidrati, tuttavia i cibi ad alto IG riescono ad inibire l'ossidazione di grassi ad un livello relativamente superiore rispetto a quelli a basso IG.

### La reale efficacia del IG e CG
La letteratura scientifica recente evidenzia che ci sono solo deboli prove per sostenere l'efficacia delle diete a basso indice glicemico negli individui sani. Tuttavia, queste diete hanno dimostrato di essere molto efficaci nel migliorare il controllo glicemico per i soggetti con disordini metabolici legati al glucosio e con diabete. Ad esempio, alcuni studi hanno mostrato modesti miglioramenti del profilo glicemico nei diabetici che scelgono alimenti a basso IG. Tuttavia, questi studi prevedevano anche bassi apporti calorici e cibi ricchi di fibre, per tanto tali accertamenti non potrebbero essere paragonati all'assunzione di cibi raffinati a basso IG. Comunque, negli studi a breve termine sono stati osservati alcuni effetti favorevoli sui fattori di rischio di malattie cardiovascolari. Tuttavia, devono essere condotti ulteriori studi a lungo termine per stabilire i reali benefici di questa scelta alimentare.
Una meta-analisi e review sistematica recente (Livesey et al., 2008) ha supportato questi risultati concludendo che gli effetti sui marker della salute sono dipendenti dai valori iniziali del soggetto. Le diete a basso carico glicemico possono essere benefiche per la salute, se il soggetto che le segue parte da una condizione malsana (come l'obesità o il diabete), ma sulle popolazioni sane non vi è alcun effetto. In altri termini, mangiare cibi "sani" a basso indice e carico glicemico in condizioni di buona salute non rende il soggetto ancora più in salute.